# (10979) Fristephenson
(10979) Fristephenson es un asteroide perteneciente al cinturón de asteroides, descubierto el 29 de septiembre de 1973 por Cornelis Johannes van Houten en conjunto a su esposa también astrónoma Ingrid van Houten-Groeneveld y el astrónomo Tom Gehrels desde el Observatorio del Monte Palomar, Estados Unidos.

## Designación y nombre
Designado provisionalmente como 4171 T-2. Fue nombrado Fristephenson en honor profesor de la Universidad de Durham F. Richard Stephenson conocido por utilizar conocimientos ancestrales  y de épocas medievales para mejorar nuestro conocimiento de la rotación de la Tierra, supernovas y cometas.

## Características orbitales
Fristephenson está situado a una distancia media del Sol de 2,457 ua, pudiendo alejarse hasta 2,658 ua y acercarse hasta 2,256 ua. Su excentricidad es 0,081 y la inclinación orbital 5,561 grados. Emplea 1407 días en completar una órbita alrededor del Sol.

## Características físicas
La magnitud absoluta de Fristephenson es 15,1. Tiene 5,327 km de diámetro y su albedo se estima en 0,057.